# パーヴェル・アクセリロード
パーヴェル・ボリーソヴィチ・アクセリロート（ロシア語: Па́вел Бори́сович Аксельро́д, ラテン文字転写: Pavel Borisovich Akselrod, 1850年8月25日 - 1928年4月16日）は、ロシアの社会主義者。ユダヤ人。「ロシア社会民主主義の賢人」と称される、マルクス主義の理論家。一貫してレーニン主義に反対し、メンシェヴィキのユーリー・マルトフの理論的後ろ盾となった。

## 生涯
1850年、イスタンブールで生まれる。本名、ピンフス・ボルフ（Пинхус Борух）。当時ロシア帝国領だったウクライナのチェルニゴフ県に帰り、育つ。父親は宿屋兼居酒屋を営むユダヤ教徒であった。
中学時代に社会主義思想に目覚め、ラッサールの影響を色濃く受ける。1872年キエフ帝国大学に入学する。在学中にナロードニキ運動に参加するが、1874年逮捕される。
その後、脱走に成功し、ドイツのベルリンに亡命する。さらにジュネーヴに移り、バクーニンの影響を受けた無政府主義のサークルに参加した。1875年から1979年にかけて、秘密裏に帰国し、雑誌の編集や労働運動に携わったが失敗した。
1881年スイスのチューリヒに亡命する。この頃からマルクス主義に立場を移し、1883年「労働解放団Освобождение труда」の創設に参加する。また、インターナショナルチューリヒ、ロンドン大会に出席し、同時に晩年のエンゲルスをプレハーノフとともに訪れた。1903年ロシア社会民主労働党第2回党大会では、マルトフの党規約案を支持。また、これに先立つ綱領案の討議では、レーニンの打ち出した土地の国有化を、プレハーノフとともに批判した。
アクセリロードは、メンシェヴィキの指導者の一人となり、プレハーノフの推薦で党機関誌「イスクラ」編集部に入った。イスクラに寄稿する中で、レーニン及びボリシェヴィキに対しては、たびたび批判を加え、レーニンが主張する党組織論を危険視し、ボリシェヴィキとメンシェヴィキが究極的には対立することを1905年から1907年の段階で予想するに至った。
1914年第一次世界大戦が勃発すると、ロシアが参加していた連合国側を支持した。その後、カウツキーら、ドイツ社会民主党（SPD）中間派に接近し、「勝ちもせず、負けもせず」のスローガンのもと、戦争反対に傾斜し、ロシア社会民主労働党組織委員会の在外書記や「イズベスチア」誌の編集者となる。二月革命後の1917年5月にロシアに帰国し、ロシア社会民主労働党組織委員会議長、党中央委員会議長に選出される。
その後、ペトログラード・ソビエトなどで活動するが、インターナショナルの準備のため、出国し、9月ストックホルムで演説。臨時政府を支持し、ボリシェヴィキに反対する立場を表明した。以後、ドイツで亡命メンシェヴィキ右派指導者として活動し、さまざまな論文・著作を著し、1928年亡命先のベルリンで死去。